# Lai ngược

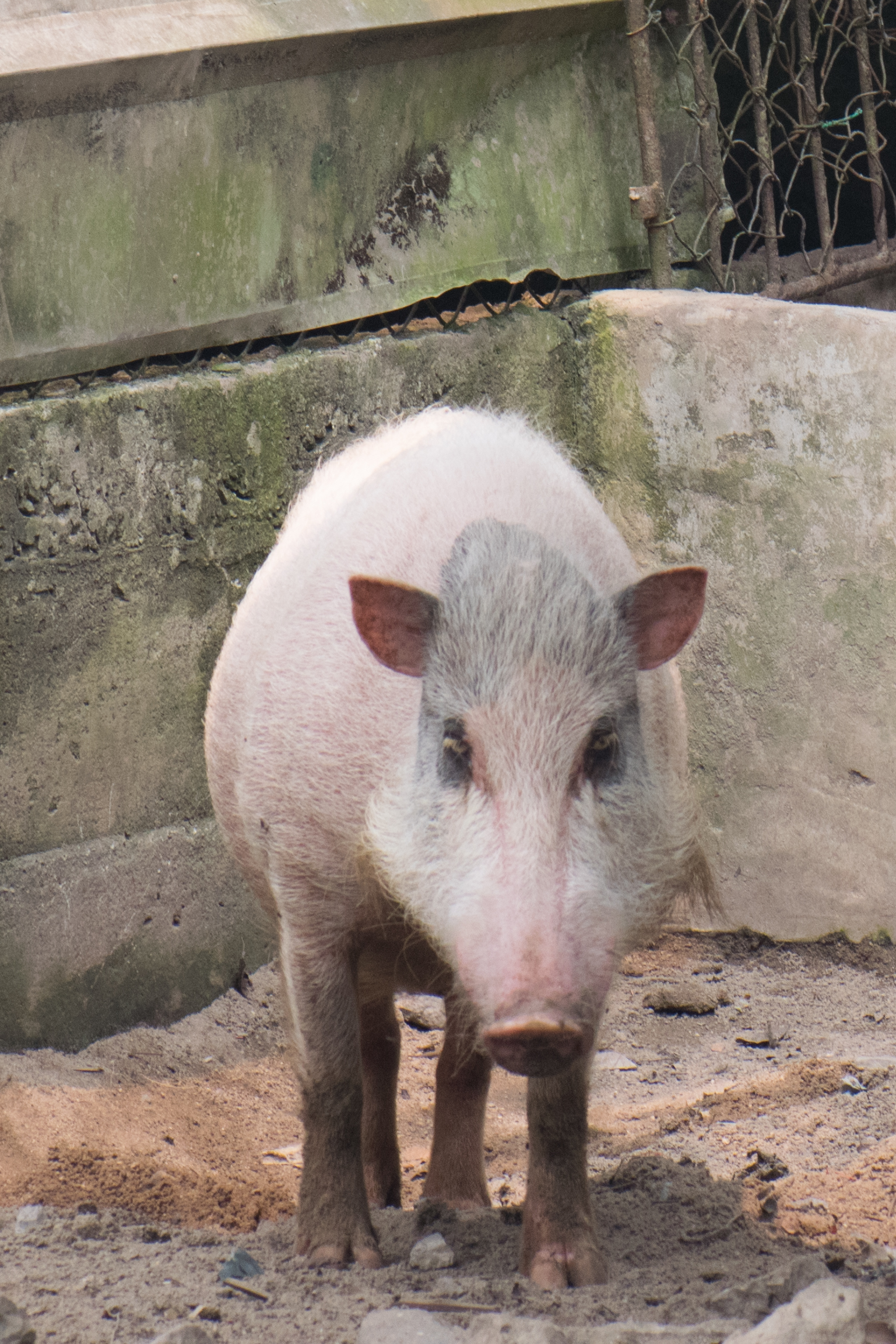
Một con lợn rừng lai việc lai tạo sẽ giúp những con lợn nhà quay về với kiểu hình tổ tiên của chúng

Lai tạo ngược (Breeding back) là một hình thức chọn lọc nhân tạo bằng cách chọn lọc kiểu hình và kiểu gen có chủ ý các loài vật nuôi trong nhà nhằm cố gắng tạo ra một giống vật nuôi có kiểu hình giống với tổ tiên kiểu hoang dã của nó (lại tổ), thường là giống đã tuyệt chủng nhằm mục đích hồi sinh loài. Việc lai ngược không được nhầm lẫn với việc vật nuôi hoang hóa (súc vật hoang). 

## Đại cương
Cần lưu ý rằng một giống bò lai có thể rất giống với kiểu hoang dã đã tuyệt chủng về kiểu hình, vùng sinh thái và ở một mức độ nào đó về mặt di truyền, nhưng nguồn gen của kiểu hoang dã đó khác trước khi tuyệt chủng. Ngay cả tính xác thực bề ngoài của một con vật lai phụ thuộc vào nguồn giống cụ thể được sử dụng để lai tạo dòng dõi mới. Do đó, một số giống gia súc, như bò Heck, tốt nhất là trông mơ hồ giống với loài bò rừng châu Âu (auroch) hoang dã đã tuyệt chủng theo mô tả từ các tài liệu.
Lai tạo ngược khác với lai ngược dòng (Backcrossing) là phép lai giữa con lai với một trong các bố mẹ của nó hoặc một cá thể tương tự về mặt di truyền với bố mẹ của nó để thu được con lai có đặc điểm di truyền gần giống với bố mẹ hơn. Nó được sử dụng trong trồng trọt, chăn nuôi và sản xuất các sinh vật loại trừ gen. Các phép lai xa đôi khi được mô tả bằng từ viết tắt "BC", ví dụ: phép lai F1 được lai với một trong các bố mẹ của nó (hoặc một cá thể giống nhau về mặt di truyền) có thể được gọi là phép lai BC1 và phép lai xa hơn của phép lai BC1 với cùng bố mẹ (hoặc một cá thể giống nhau về mặt di truyền) tạo ra phép lai BC2.
Lai ngược dòng là trong đó con lai được lai nhắc lại (một hay nhiều lần) với thế hệ bố mẹ gốc. Khi cá thể đồng hợp tử trội AA cho lai với cá thể đồng hợp tử lặn aa thì thế hệ F2 thu được do F1 tự phối sẽ có 25% AA, 50% Aa, 25% aa. Để phân biệt AA với Aa là hai dạng giống nhau về kiểu hình (phenotip), người ta tiến hành LN chúng với bố mẹ đồng hợp tử lặn aa (cách lai phân tích). Thế hệ con lai từ cách lai AA x aa sẽ giống nhau (Aa), trong khi đó cách lai Aa x aa thì cho ra 50% có kiểu hình trội (Aa) và 50% có kiểu hình lặn (aa).

## Ý nghĩa
Mục đích của các chương trình lai tạo là khôi phục các đặc điểm hoang dã có thể đã được bảo tồn một cách không chủ ý trong các dòng giống vật nuôi đã được thuần hóa. Thông thường, không chỉ kiểu hình của con vật mới, mà cả khả năng sinh thái của nó, đều được xem xét trong các dự án lai tạo, vì những con vật "lai tạo" cứng cáp có thể được sử dụng trong một số dự án bảo tồn.
Trong tự nhiên, thông thường chỉ những cá thể phù hợp với hoàn cảnh tự nhiên của chúng mới tồn tại và sinh sản, trong khi con người chọn lọc những động vật có thêm các đặc điểm hấp dẫn, ngoan ngoãn hoặc năng suất, cao sản, bảo vệ chúng khỏi những nguy hiểm từng có trong môi trường tổ tiên của chúng (những kẻ săn mồi, hạn hán, giá rét, bệnh tật, cực đoan của thời tiết, thiếu cơ hội giao phối). Trong những trường hợp như vậy, tiêu chuẩn lựa chọn về bản chất khác với tiêu chuẩn được tìm thấy trong điều kiện thuần hóa. Do đó, động vật thuần hóa thường có sự khác biệt đáng kể về kiểu hình, hành vi, tính nết, tập tính và di truyền so với các loài tiền thân hoang dã của chúng. Đó là hy vọng của các chương trình lai tạo để thể hiện lại, trong một dòng giống mới, những đặc điểm hoang dã, cổ xưa có thể đã "bị chôn vùi" trong DNA của động vật thuần hóa.
Trong nhiều trường hợp, tổ tiên kiểu hoang dã đã tuyệt chủng của một loài nhất định chỉ được biết đến qua bộ xương và trong một số trường hợp, các mô tả lịch sử thiếu rõ ràng, thiếu thống nhất trong ghi chép của các thư tịch cổ khiến kiểu hình của chúng không được hiểu rõ thực sự là như thế nào. Với tình hình đó, hiện tại không có gì chắc chắn về việc đạt được thành công với nỗ lực lai tạo và mọi kết quả đều phải được xem xét hết sức thận trọng. Để kiểm tra tính gần gũi về mặt di truyền, DNA (cả ti thể và hạt nhân) của động vật sinh sản phải được so sánh với DNA của động vật đã bị tuyệt chủng.
Có thể lai tạo thành công đi chăng nữa thì con người chỉ chọn những động vật theo những đặc điểm bề ngoài và theo quy luật đã không cố ý thay đổi những đặc điểm ít quan sát được, chẳng hạn như hóa sinh trao đổi chất. Hơn nữa, vì nhiều loài súc vật trong nhà thể hiện các hành vi bắt nguồn từ tổ tiên hoang dã của chúng (chẳng hạn như bản năng chăn gia súc hoặc bản năng xã hội của loài chó), và thích hợp để tồn tại bên ngoài phạm vi can thiệp của con người (bằng chứng là có nhiều quần thể hoang dã khác nhau vật nuôi), có thể giả định rằng động vật "được lai tạo trở lại tổ tiên" có thể hoạt động giống như tổ tiên hoang dã của chúng.
Ví dụ, thói phàm ăn được cho là phần lớn giống nhau ở động vật đã được thuần hóa như ở tổ tiên loại hoang dã của chúng. Chọn lọc tự nhiên có thể đóng vai trò như một công cụ bổ sung trong việc tạo ra sự mạnh mẽ "đích thực", hành vi "đích thực" và có lẽ cả kiểu hình ban đầu. Trong một số trường hợp, cần có đủ quần thể động vật ăn thịt để thực hiện quá trình chọn lọc như vậy, ở châu Âu ngày nay, nơi nhiều nỗ lực lai tạo diễn ra, quần thể động vật ăn thịt này hầu như không có.

## Sử dụng
Các giống bò lai là mong muốn trong sinh học bảo tồn vì chúng có thể lấp đầy khoảng trống sinh thái bị bỏ ngỏ do sự tuyệt chủng của một  số loài hoang dã do các hoạt động của con người. Miễn là sở thích về thức ăn, hành vi, sự mạnh mẽ, khả năng phòng thủ chống lại kẻ thù săn mồi, bản năng săn mồi hoặc kiếm ăn và kiểu hình giống như ở kiểu hoang dã, kiểu hình lai ngược sẽ hoạt động tương tự trong hệ sinh thái. Việc thả những động vật như vậy vào tự nhiên sẽ lấp đầy lại chỗ trống trước đây và cho phép tái lập động lực tự nhiên giữa các loài khác nhau của hệ sinh thái. Tuy nhiên, không phải tất cả các nỗ lực lai tạo đều mang lại kết quả là một con vật gần giống với loại hoang dã hơn là các giống nhà nguyên thủy, chẳng hạn như giống bò Heck ít giống với bò rừng hơn là nhiều bò tót Tây Ban Nha dù là bò nhà nhưng lại hung dữ và hoang dã hơn.